# 山口笠藤壶属
山口笠藤壶属（学名：Yamaguchiella）为笠藤壶科的一个属。

## 下级分类
本属包括以下物种：
- Yamaguchiella coerulescens (Spengler, 1790)